# Almádi monostor
Az almádi apátság vagy almádi monostor a Balaton-felvidéken, az egykori, mára már eltűnt, Almád nevű település közelében, a mai Monostorapáti mellett található.

## Története
Az egykor itt állt almádi apátság Magyarország legrégebbi magánszemély által alapított monostora volt. A monostor rövid időn belül el is készült, az 1117-es alapítást követően templomát Szűz Mária és a Mindenszentek tiszteletére már 1121-ben fel is szentelték. 
A monostor gyors gyarapodásában nagy szerepet játszott az egykor alatta elhaladó hadiút, a Via Magna, amely Székesfehérvárt Itáliával kötötte össze. 
A monostor felépítésében és nagyságában vetekedett a jáki templommal; azonban míg az almádi apátság négyszáz évnyi tündöklést követően gyorsan elpusztult, a jáki templom viszonylagos épségben fennmaradt.

## A monostor pusztulása
Az épületegyüttes pusztulását a sorozatos kifosztás, bontás, várkastéllyá alakítás, később pedig a megmaradt részek köveinek folyamatos elhordása okozta. Az első fosztogatásra a monasztikus rendek hanyatlása miatt került sor, mivel Szigliget akkori várnagya vetett szemet a monostor kincseire, majd 1441-ben meg is sikerült szereznie azokat. Később, a 16. század eleje körül maga a birtokos család bontotta le az épületegyüttest, mivel helyére várkastélyt szeretett volna felhúzni, majd mikor a dél felől fenyegető török hadak elérték, ők is védelmi funkciókat szántak az egykori apátsági épületeknek, ezért kisebb-nagyobb átalakításokat végeztek rajta: így például a körtemplomot megtartották a várkastély saroktornyának, de ágyúkilövő nyílásokkal látták el, majd az épületet árokkal és sövényfallal tették ellenállóbbá az ágyútámadások ellen. A monostor maradványait csak nagyon rövid ideig használhatták katonai célokra, a feltárások során ostromra utaló jeleket nem találtak, az erődítmény mégis elpusztult, azonban nem a harcokban, hanem mert az épület köveit a közeli nagyvázsonyi vár megerősítése céljából kezdték elhordani, sőt később, a 18. században a volt almádi apátság építőanyagából építették fel a monostorapáti templomot is.